# Vojaška evidenčna dolžnost
Vojaška evidenčna dolžnost (VED) je oznaka za vojaški poklic oz. označuje, za katero dolžnost je usposobljen vojak SV.

## Vrste VED
- pehotnik
- izvidnik
- opazovalec
- RKB-izvidnik
- dekontaminator
- laborant
- bolničar
- planšetist
- radiofonist
- telefonist
- strežač LPRS (lahki prenosni raketni sistem)
- namerilec na PLT (protiletalskem topu)
- vojak športnik
- voznik
- kuhar
- mesar
- higienik
- prometnik
- mehanik za pehotno oborožitev
- mehanik manipulant za strelivo in minsko-eksplozivna sredstva
- gasilec
- vojaški gornik
- vojaški alpinist
- vojaški gorski vodnik
- vojaški gorski reševalec
- vojaški gorski reševalec letalec
- vojaški smučarski učitelj
- orožar
- lahki potapljač
- pomorski diverzant
- računar
- topograf
- vezist
- merilec operater na PORS
- mornar navtik
- mornar strojnik
- puškomitraljezec